# Rugby Americas North M19 2023
El Rugby Americas North M19 del 2023 fue la 16° edición del torneo de rugby juvenil de la confederación norteamericana.
Se disputó en la ciudad de Kingston, Jamaica.

## Equipos participantes
- Selección juvenil de rugby de Bermudas
- Selección juvenil de rugby de Guyana
- Selección juvenil de rugby de Islas Caimán
- Selección juvenil de rugby de Jamaica
- Selección juvenil de rugby de Trinidad y Tobago
- USA South

## Primera Fase
|  | Avanza al grupo 1 |
|  | Avanza al grupo 2 |

### Grupo A
| Pos. | Equipo            | Encuentros | Encuentros | Encuentros | Encuentros | Tantos  | Tantos    | Tantos     | Puntos |
| Pos. | Equipo            | jugados    | ganados    | empatados  | perdidos   | a favor | en contra | diferencia | Puntos |
| ---- | ----------------- | ---------- | ---------- | ---------- | ---------- | ------- | --------- | ---------- | ------ |
| 1    | USA South         | 2          | 2          | 0          | 0          | 36      | 5         | +31        | 6      |
| 2    | Trinidad y Tobago | 2          | 1          | 0          | 1          | 16      | 17        | -1         | 3      |
| 3    | Islas Caimán      | 2          | 0          | 0          | 2          | 0       | 30        | -30        | 0      |

| 12 de julio | USA South | 19 - 0 | Islas Caimán |  |  |

| 12 de julio | Trinidad y Tobago | 5 - 17 | USA South |  |  |

| 12 de julio | Islas Caimán | 0 - 11 | Trinidad y Tobago |  |  |

### Grupo B
| Pos. | Equipo   | Encuentros | Encuentros | Encuentros | Encuentros | Tantos  | Tantos    | Tantos     | Puntos |
| Pos. | Equipo   | jugados    | ganados    | empatados  | perdidos   | a favor | en contra | diferencia | Puntos |
| ---- | -------- | ---------- | ---------- | ---------- | ---------- | ------- | --------- | ---------- | ------ |
| 1    | Jamaica  | 2          | 2          | 0          | 0          | 65      | 3         | +62        | 6      |
| 2    | Bermudas | 2          | 1          | 0          | 1          | 51      | 29        | +22        | 3      |
| 3    | Guyana   | 2          | 0          | 0          | 2          | 0       | 84        | -84        | 0      |

Nota: Se otorgan 3 puntos al equipo que gane un partido y 1 al que empate
| 12 de julio | Bermudas | 3 - 29 | Jamaica |  |  |

| 12 de julio | Bermudas | 48 - 0 | Guyana |  |  |

| 12 de julio | Jamaica | 36 - 0 | Guyana |  |  |

## Segunda Fase

### Grupo 1
| Pos. | Equipo       | Encuentros | Encuentros | Encuentros | Encuentros | Tantos  | Tantos    | Tantos     | Puntos |
| Pos. | Equipo       | jugados    | ganados    | empatados  | perdidos   | a favor | en contra | diferencia | Puntos |
| ---- | ------------ | ---------- | ---------- | ---------- | ---------- | ------- | --------- | ---------- | ------ |
| 1    | USA South    | 2          | 2          | 0          | 0          | 55      | 0         | +55        | 6      |
| 2    | Bermudas     | 2          | 1          | 0          | 1          | 9       | 42        | -33        | 3      |
| 3    | Islas Caimán | 2          | 0          | 0          | 2          | 7       | 29        | -22        | 0      |

| 13 de julio | USA South | 35 - 0 | Bermudas |  |  |

| 13 de julio | Bermudas | 9 - 7 | Jamaica |  |  |

| 13 de julio | USA South | 20 - 0 | Islas Caimán |  |  |

### Grupo 2
| Pos. | Equipo            | Encuentros | Encuentros | Encuentros | Encuentros | Tantos  | Tantos    | Tantos     | Puntos |
| Pos. | Equipo            | jugados    | ganados    | empatados  | perdidos   | a favor | en contra | diferencia | Puntos |
| ---- | ----------------- | ---------- | ---------- | ---------- | ---------- | ------- | --------- | ---------- | ------ |
| 1    | Jamaica           | 2          | 2          | 0          | 0          | 42      | 0         | +42        | 6      |
| 2    | Trinidad y Tobago | 2          | 1          | 0          | 1          | 33      | 5         | +28        | 3      |
| 3    | Guyana            | 2          | 0          | 0          | 2          | 0       | 70        | -70        | 0      |

Nota: Se otorgan 3 puntos al equipo que gane un partido y 1 al que empate
| 13 de julio | Trinidad y Tobago | 33 - 0 | Guyana |  |  |

| 13 de julio | Jamaica | 5 - 0 | Trinidad y Tobago |  |  |

| 13 de julio | Jamaica | 37 - 0 | Guyana |  |  |

## Fase final

### Quinto puesto
| 15 de julio | Islas Caimán | 52 - 0 | Guyana |  |  |

### Tercer puesto
| 15 de julio | Bermudas | 7 - 6 | Trinidad y Tobago |  |  |

### Final
| 15 de julio | USA South | 18 - 15 | Jamaica |  |  |

| Bandera de Estados Unidos |
| Campeón USA South         |
| Cuarto título             |